# Sandl (gmina)
Sandl – miejscowość i gmina w Austrii, w kraju związkowym Górna Austria, w powiecie Freistadt. Liczy 1 394 mieszkańców.